# Tang Chunling
Tang Chunling (jedn. kineski  唐春玲) (Tang je prezime) (Jilin, auton. okrug Yitong Manchu, 24. lipnja 1976.) je kineska hokejašica na travi. 
Od velikih natjecanja, sudjelovala je na OI 2000. u Sydneyu, na kojima je igrala na svim susretima, postigavši jedan pogodak, osvojivši s Kinom peto mjesto. Na OI 2004. u Ateni, na kojima je također igrala na svim susretima,  postigla je četiri pogotka, osvojivši s Kinom četvrto mjesto, izgubivši susret za brončano odličje od Argentinki.

## Vanjske poveznice
- Podatci